# Reproductiegetal
| Ziekte                                                   | Manier van besmetting          | R0      |
| -------------------------------------------------------- | ------------------------------ | ------- |
| Mazelen                                                  | In de lucht, aerosolen         | 12-18   |
| Kinkhoest                                                | Druppel in de lucht            | 12-17   |
| Waterpokken                                              | Druppel in de lucht, aerosolen | 6-7     |
| Polio                                                    | Fecaal-orale route             | 5-7     |
| Rodehond                                                 | Druppel in de lucht            | 5-7     |
| Bof                                                      | Druppel in de lucht            | 4-7     |
| Pokken                                                   | Druppel in de lucht            | 3,5-6   |
| Aids                                                     | Lichaamsvloeistoffen           | 2-5     |
| SARS                                                     | Druppel in de lucht, aerosolen | 2-5     |
| Difterie                                                 | Speeksel                       | 1,7-4,3 |
| COVID-19                                                 | Druppel in de lucht, aerosolen | 2,4-3,9 |
| Influenza (Pandemische stam uit 1918 )                   | Druppel in de lucht, aerosolen | 1,4-2,8 |
| Ebola (Ebola-uitbraak in 2014 )                          | Lichaamvloeistoffen            | 1,5-2,5 |
| Influenza (Mexicaanse griep) (pandemische stam uit 2009) | Druppel in de lucht, aerosolen | 1,4-1,6 |
| Influenza (seizoensgebonden soorten)                     | Druppel in de lucht, aerosolen | 0,9-2,1 |
| MERS                                                     | Druppel in de lucht, aerosolen | 0,3-0,8 |

Het reproductiegetal van een infectieziekte is een indicator, die het gemiddeld aantal secundaire besmettingen aangeeft die veroorzaakt worden door een primair geval in een populatie zonder immuniteit en in afwezigheid van profylactische maatregelen, zoals bijvoorbeeld vaccinatie. Het basaal reproductiegetal (R0) moet niet worden verward met het effectief reproductiegetal R (ook wel aangeduid als Reff of Rt) dat het feitelijke gemiddeld aantal secundaire besmettingen weergeeft. Bijvoorbeeld: een R van 1,9 betekent dat 100 geïnfecteerde individuen gemiddeld 190 anderen besmetten. De R ligt vaak lager dan de R0 door preventieve maatregelen en door de opgebouwde immuniteit in de populatie.
Het concept van het reproductiegetal werd ontwikkeld in het werk van Alfred Lotka (1880-1949), Ronald Ross (1857-1932) en George MacDonald (1903-1967) en is belangrijk in de epidemiologie.

## Wiskundige beschrijving
De waarde van R0 kan bepaald worden op basis van een aantal demografische gegevens en gegevens die kenmerkend zijn voor de infectie:
{\displaystyle R_{0}={\frac {\beta N}{\delta }}=\beta ND}
hierbij is 
{\displaystyle \beta } de besmettingskans per contact
{\displaystyle N} het gemiddeld aantal contacten per tijdseenheid
{\displaystyle \delta } de genezingssnelheid
{\displaystyle D} de infectieduur (δ = 1/D)
en {\displaystyle R_{0}} een dimensieloos getal.
Hoe groter R0 des te sneller neemt het aantal geïnfecteerde mensen toe, en des te moeilijker zal de infectie onder controle te krijgen zijn. De proportie van de populatie die na besmetting immuun is of gevaccineerd zal moeten worden om de toestand van groepsimmuniteit te verkrijgen (en zo de verspreiding te stoppen) wordt gegeven door: 1-(1/R0) (zie afleiding hieronder).

## Effectief reproductiegetal
Het effectief reproductiegetal R ligt lager omdat men er bijvoorbeeld rekening mee houdt dat een gedeelte van de bevolking immuun is:
{\displaystyle R={\frac {\beta S}{\delta }}=R_{0}\times {\frac {S}{N}}}
hierbij is:
{\displaystyle S} het aantal mensen dat vatbaar (susceptible) is voor de ziekte
{\displaystyle S/N} de fractie van de bevolking die vatbaar is voor de ziekte
Als R kleiner is dan 1 zal de infectie verdwijnen uit de populatie, maar als R groter is dan 1 dan kan ze uitgroeien tot een epidemie. Als R gelijk is aan 1 blijft het aantal besmette personen in theorie gelijk.

## Oorsprong
Oorspronkelijk is de term reproductiegetal afkomstig uit de demografie: Als R0 kleiner is dan 1 zal de bevolking krimpen, maar als R0 groter is dan 1 zal ze aangroeien. 

## Afleiding minimale vaccinatiegraad
Voor de minimale vaccinatiegraad die nodig is gelden volgende vergelijkingen:
{\displaystyle {\frac {dS}{dt}}=-\lambda (t)S(t)}
{\displaystyle {\frac {dI}{dt}}=\lambda (t)S(t)-\delta I(t)}
{\displaystyle {\frac {dR}{dt}}=\delta I(t)}
hierbij is:
{\displaystyle S} (susceptible) het aantal vatbare personen;
{\displaystyle I} (infected) het aantal geïnfecteerde personen;
{\displaystyle R} (recovered) het aantal herstelde personen (niet te verwarren met het effectief reproductiegetal R)
In dit model zal I enkel toenemen als de tweede vergelijking groter is dan 0. (De wiskundig afgeleide is groter dan nul oftewel de curve heeft een positieve helling of richtingscoëfficiënt.) We veronderstellen een constante infectiekracht: λ(t)=λ, dan volgt:
{\displaystyle \lambda S(t)-\delta I(t)>0} of {\displaystyle \beta I(t)S(t)-\delta I(t)>0}
want de infectiekracht λ is gelijk aan de transmissiecoëfficiënt β maal I. Als I niet gelijk is aan nul, betekent dat:
{\displaystyle \beta S(t)-\delta >0} of {\displaystyle \beta S(t)>\delta } of {\displaystyle S(t)>{\frac {\delta }{\beta }}}
Door beide leden te delen door N:
{\displaystyle {\frac {S(t)}{N}}>{\frac {\delta }{\beta N}}}
Aangezien R0 = βS0/δ = βS0D (N ≈S(0)):
{\displaystyle s*={\frac {S(t)}{N}}>{\frac {1}{R_{0}}}}.
Dit betekent dus dat de proportie niet-gevaccineerden s* in de populatie niet hoger mag zijn dan het omgekeerde van het basisreproductiegetal van die ziekte (in die situatie); anders zal een epidemie optreden. Zo kan de minimale vaccinatiegraad pc aangeduid worden:
{\displaystyle s*=1-p_{c}={\frac {1}{R_{0}}}} of {\displaystyle p_{c}=1-{\frac {1}{R_{0}}}}
Als we nu ook nog meerekenen dat de vaccinatie-efficiëntie (= VE) niet altijd 100% is, dan is de te vaccineren proportie pc:
{\displaystyle p_{c}={\frac {1-{\frac {1}{R_{0}}}}{VE}}}

#### Voorbeeld
- R0=2 VE=0.80, dan is pc=0.625; of 62,5% van de bevolking moet gevaccineerd worden.
- R0=3 VE=0.90, dan is pc=0.74

## Volgende-generatiematrix
Als er met verschillende leeftijdsklassen gerekend wordt, bestaat de next generation matrix uit alle R0 voor alle combinaties van leeftijdsklassen:
{\displaystyle R_{0ij}=\beta _{ij}N_{i}D{\frac {}{}}}
Voor vier leeftijdsklassen ziet hij er zo uit:
{\displaystyle {\begin{bmatrix}\beta _{11}N_{1}D&\beta _{12}N_{2}D&\beta _{13}N_{3}D&\beta _{14}N_{4}D\\\beta _{21}N_{1}D&\beta _{22}N_{2}D&\beta _{23}N_{3}D&\beta _{24}N_{4}D\\\beta _{31}N_{1}D&\beta _{32}N_{2}D&\beta _{33}N_{3}D&\beta _{34}N_{4}D\\\beta _{41}N_{1}D&\beta _{42}N_{2}D&\beta _{43}N_{3}D&\beta _{44}N_{4}D\end{bmatrix}}}
Deze matrix kan berekend worden door vermenigvuldiging van de WAIFW-matrix met ND.

## Berekening R0uit gegevens voor en na een epidemie
{\displaystyle R_{0}={\frac {\ln {\frac {S(0)}{S(e)}}}{1-s_{e}}}}  met se = S(e) / N

### Afleiding
De bevolkingsgroepen in het SIR-model voldoen aan deze vergelijkingen:
{\displaystyle {\frac {dS}{dt}}=-\lambda (t)S(t)=-\beta I(t)S(t)}
{\displaystyle {\frac {dI}{dt}}=\lambda (t)S(t)-\delta I(t)=\beta I(t)S(t)-\delta I(t)}
Delen we beiden door elkaar, dan krijgen we:
{\displaystyle {\frac {dI}{dS}}={\frac {\beta I(t)S(t)-\delta I(t)}{-\beta I(t)S(t)}}=-1+{\frac {\delta }{\beta S(t)}}}
Integreren levert:
{\displaystyle I(t)=-S(t)+{\frac {\delta }{\beta }}\ln {S(t)}+C}
of
{\displaystyle I(t)+S(t)-{\frac {\delta }{\beta }}\ln {S(t)}=C}
Dus op twee verschillende tijdstippen (t=0 en t=e; respectievelijk voor en na de epidemie):
{\displaystyle I(0)+S(0)-{\frac {\delta }{\beta }}\ln {S(0)}=I(e)+S(e)-{\frac {\delta }{\beta }}\ln {S(e)}}
Aangezien I(0)=I(e)=0, en S(0)=N, kunnen we schrijven:
{\displaystyle N-{\frac {\delta }{\beta }}\ln {S(0)}=S(e)-{\frac {\delta }{\beta }}\ln {S(e)}}
of
{\displaystyle N-S(e)={\frac {\delta }{\beta }}\ln {\frac {S(0)}{S(e)}}}
of
{\displaystyle {\frac {\beta }{\delta }}={\frac {\ln {\frac {S(0)}{S(e)}}}{N-S(e)}}}
en dit brengt ons bij de te bewijzen stelling:
{\displaystyle R_{0}={\frac {\beta N}{\delta }}={\frac {\ln {\frac {S(0)}{S(e)}}}{1-s_{e}}}}